# Polypedilum mundurucu
Polypedilum mundurucu är en tvåvingeart som beskrevs av Bidawid 1996. Polypedilum mundurucu ingår i släktet Polypedilum och familjen fjädermyggor. Inga underarter finns listade i Catalogue of Life.